# Faraon (roman)
Faraon ("farao") är en roman av den polske författaren Bolesław Prus, tryckt som följetong 1895–1896 och som bok 1897. Den utspelar sig på 1000-talet före Kristus, i slutskedet av Egyptens tjugonde dynasti, och följer en blivande farao, den fiktive Ramses XIII, och hur han iakttar de fenomen som slutligen leder till Nya rikets fall.

## Filmatisering
En polsk filmatisering med samma titel regisserades av Jerzy Kawalerowicz och hade premiär 1966. Filmen nominerades till Oscar för bästa utländska film vid Oscarsgalan 1967.